# ハチャメチャファイター
- ハチャメチャファイター
- はちゃめちゃファイター

『ハチャメチャファイター』（はちゃめちゃファイター、英: Hacha Mecha Fighter）はNMKが開発し、1991年11月に発売された業務用ビデオゲーム。動物の国を舞台に、かわうそとつちぶたが戦闘機に乗って空中戦を繰り広げる、2人同時プレイが可能な横スクロールシューティングゲームである。
販売はテクモが担当した。

## ゲーム内容
『ハチャメチャファイター』は可愛いキャラクターが特徴の、2人同時プレイが可能な横スクロールシューティングゲームである。8方向レバーと2ボタン（ショット、無敵攻撃）を使用して操作する。
遊園地で北の地方に住むうさぎが悪事を働くようになったため、村に住むかわうそ（1P）が海の幸、つちぶた（2P）が山の幸を持って、飛行機に乗ってうさぎを懲らしめに向かうというストーリーで、動物の国で展開される空中戦を題材としている。
かわうそとつちぶたはショット（海の幸、山の幸）と「びっぐ」という無敵攻撃を使って、敵の動物に戦いを挑む。また、かわうそとつちぶたは飛行機から頭と足を出した姿をしており、足の部分には当たり判定は存在していない。
自機のパワーアップ方法としては、「つおい」アイテムを獲得することでショットの威力を7段階まで強化でき、「おぷしょん」アイテムを取ると「ちび」を最大4匹まで引き連れて攻撃を強化できる。
また、「びっぐ」アイテムを取ることで無敵攻撃の回数を1回補充することができる。「びっぐ」アイテムはステージ中に出現する「ふらわあ」アイテムを5つ獲得すると出現する。
本作は、プレイヤーの技能に応じて自動的に難易度を調整する難易度調整機能を搭載している。また、コンティニュー時には「すぺしゃるつおい」という名称のフルパワーアップアイテムが出現するようになっている。
その一方で、本作は高難易度のゲームとしても知られている。本作にはキャラクターが地面を走ったり、画面の右端でレバーを入れ続けるとボーナス点が入るシステムや、ステージ中に出現する「くだもの」アイテムを1個を獲得しないでステージをクリアすると100万点のボーナスが獲得できるシステムもスコア稼ぎ要素として搭載されている。

## 移植版
2021年6月3日にハムスターより『アーケードアーカイブス』の1作品として、PlayStation 4版とNintendo Switch版が発売されている。タイトル名の表記は「はちゃめちゃファイター」となっている。アーケードアーカイブス版には日本語版と英語版が収録されている。

## スタッフ
本節はゲーム内のエンディング（英語版、日本語版）で表示されるスタッフクレジットを主な出典として構成している。
- ソフトウェア：(16) Y.KOYAMA (ゃぅぃっ)、(8) T.NAKASATO (たみちゃん)
- ハードウェア：Y.MAKI (へべれけちゃん)
- 音楽：H.MIZUSHIMA (ぱぱさん、作編曲[22])、K.HIDEYA (ぎっくりちゃん、音色[22])
- グラフィックデザイン：N.NAGAMINE (なおこちゃん)、A.TSUNODA (あけみちゃん)、K.YOKOYAMA (いけづけんぢ)
- スーパーバイザー：Y.KOTOYORI (ゆきちゃん)
- 企画：四ツ谷三郎[20]